# Skid Row (Album)
Skid Row ist das 1989 veröffentlichte Debütalbum der US-amerikanischen Heavy-Metal-Band Skid Row. Es wurde vom deutschen Musikproduzenten Michael Wagener produziert, erreichte in den USA die Top Ten der Billboard 200 und wurde fünffach mit Platin ausgezeichnet. Es ist das kommerziell erfolgreichste Album der Gruppe.

## Hintergrund
Skid Row wurde Mitte der 1980er Jahre von Gitarrist Dave „Snake“ Sabo und Bassist Rachel Bolan ins Leben gerufen. Das Line-up wurde mit dem zweiten Gitarristen Scotti Hill und Schlagzeuger Rob Affuso ergänzt, als Sänger konnte die Gruppe Sebastian Bach gewinnen. Die Band wurde von der Management-Firma McGhee-Entertainment in deren Künstlerrepertoire aufgenommen und unterzeichnete schließlich einen Plattenvertrag bei Atlantic Records.
Das Album wurde auf Empfehlung des Produzenten Roy Thomas Baker in den Royal Recorders Studios in Lake Geneva, Wisconsin aufgenommen. Dieses Studio befand sich in einem ehemaligen Hotel, in dem sich zuvor einer von Hugh Hefners Playboy-Clubs befunden hatte. Daher verfügte das Studio über einen eigenen Flugplatz, drei Golfplätze und zwei Seen, und es war nicht weit entfernt von Alpine Valley, wo regelmäßig Auftritte von Judas Priest, Guns N’ Roses oder Whitesnake stattfanden. Es war immer etwas los, und die Band konnte ihre Freizeit frei gestalten. Das Album erschien am 24. Januar 1989, als Singles wurden die Titel Youth Gone Wild, 18 and Life sowie die Ballade I Remember You ausgekoppelt.
Neben den später auf dem Album veröffentlichten Titeln nahm die Band weitere Songs auf, die, von dem Lied Forever abgesehen, nicht veröffentlicht wurden. Es handelte sich um die Titel Walk with a Stranger, Dirty World, Knock, Knock Baby, Shame, Love Comes Down, Waiting for Me, Can’t Wait Til It’s Here, Money in a Hurry, und Shine in the Night. Forever wurde 1989 auf dem Best-of-Album 40 Seasons: The Best of Skid Row veröffentlicht.
Skid Row ist bis heute das Lieblingsalbum seines Produzenten Michael Wagener.

## Titelliste
| Nr.          | Titel                     | Autor(en)                                        | Länge |
| ------------ | ------------------------- | ------------------------------------------------ | ----- |
| 1.           | Big Guns                  | Rachel Bolan, Scotti Hill, Dave Sabo, Rob Affuso | 3:36  |
| 2.           | Sweet Little Sister       | Bolan, Sabo                                      | 3:10  |
| 3.           | Can’t Stand the Heartache | Bolan                                            | 3:24  |
| 4.           | Piece of Me               | Bolan                                            | 2:48  |
| 5.           | 18 and Life               | Bolan, Sabo                                      | 3:58  |
| 6.           | Rattlesnake Shake         | Bolan, Sabo                                      | 3:07  |
| 7.           | Youth Gone Wild           | Bolan, Sabo                                      | 3:18  |
| 8.           | Here I Am                 | Bolan, Sabo                                      | 3:10  |
| 9.           | Makin' a Mess             | Bolan, Sabo                                      | 3:38  |
| 10.          | I Remember You            | Bolan, Sabo                                      | 5:10  |
| 11.          | Midnight/Tornado          | Matt Fallon, Sabo                                | 4:17  |
| Gesamtlänge: | Gesamtlänge:              | Gesamtlänge:                                     | 39:28 |

## Rezeption
Wolfgang Schäfer schrieb in Rock Hard, es zeige sich einmal mehr, dass in den USA „wahre musikalische Werte wie Eigenständigkeit und Originalität keinesfalls so gefragt“ seien „wie das bloße Abkupfern von Erfolgsschemata, die andere Bands bereits aufgestellt und somit vorgegeben“ hätten. Es sei „nicht weiter verwunderlich“, dass „der Einfluss von Guns N'Roses dann auch (fast) überall“ durchklinge. In den USA möge das „ja noch gutgehen“, ob diese Rechnung aber auch hierzulande aufgehe, „dürfe wohl bezweifelt“ werden. Dennoch bleibe man „vor dem Abstieg ins traurige Mittelmaß“ noch mal verschont. Dafür garantierten Songs wie „die gelungene Ballade '18 And Life'“ oder „die gute Hymne 'Youth Gone Wild'“.
Steve Huey von AllMusic schrieb über das Album, die darauf enthaltenen Songs seien überwiegend „Pop-Metal-Fluff“, doch weil Skid Row in der Hair-Metal-Zeit eine der „härtesten Bands mit kommerziellem Erfolg gewesen“ sei, klängen die Songs „ärgerlicher und aggressiver, als die Texte es nahelegen“ würden. Zum Teil liege dies am „musikalischen Talent der einzelnen Musiker“, zu einem weiteren Teil an Sänger Sebastian Bach. Seine „Tendenz, es mit dem Gesang zu übertreiben“, gebe den meisten Liedern „die nötige Attitüde“. Das Songwriting und die Melodien seien „durchgängig beständig“, obwohl sie nicht so „dicht am wahren Heavy Metal“ seien, wie sie klängen.

## Kommerzieller Erfolg

### Chartplatzierungen
Skid Row war international erfolgreich und erreichte in Deutschland Platz 22 der Charts, in Großbritannien Platz 30 und in den USA Platz 6. Während die erste Single, Youth Gone Wild, in den USA mit Platz 99 gerade noch die Billboard Hot 100 erreichen konnte, hatte die Gruppe mit dem Lied 18 and Life durchschlagenden Erfolg und erreichte Platz vier in den USA sowie Platz 12 in Großbritannien. Das Musikvideo zu diesem Lied lief bei MTV auf Heavy Rotation. Auch I Remember You erreichte mit Platz sechs die Top Ten in den USA, in Großbritannien allerdings nur Platz 36.

### Auszeichnungen für Musikverkäufe
| Land/Region                  | Auszeichnungen für Musikverkäufe (Land/Region, Auszeichnung, Verkäufe) | Verkäufe  |
| ---------------------------- | ---------------------------------------------------------------------- | --------- |
| Australien (ARIA)            | Platin                                                                 | 70.000    |
| Finnland (IFPI)              | Gold                                                                   | 29.570    |
| Japan (RIAJ)                 | Platin                                                                 | 200.000   |
| Kanada (MC)                  | 3× Platin                                                              | 300.000   |
| Neuseeland (RMNZ)            | Platin                                                                 | 20.000    |
| Vereinigte Staaten (RIAA)    | 5× Platin                                                              | 5.000.000 |
| Vereinigtes Königreich (BPI) | Gold                                                                   | 100.000   |
| Insgesamt                    | 2× Gold · 11× Platin ·                                                 | 5.719.570 |